# Eric Bross
Pour les articles homonymes, voir Bross.
Eric Bross (né le 21 janvier 1964) est un réalisateur américain. Il a réalisé plusieurs films depuis 1995.

## Biographie
Bross grandit à West Caldwell (New Jersey). À l'âge de 13 ans, il reçoit en cadeau une caméra Super 8. Trois ans plus tard, il est remarqué lors du New Jersey Young Filmmakers Festival.
Il étudie le cinéma à l'Université d'État de Montclair.